# Alanis (album)
Alanis è l'album di debutto della cantante canadese Alanis Morissette, pubblicato dall'etichetta discografica MCA Records solo in Canada nell'aprile 1991.
La cantante ha registrato l'album con Leslie Howe, che in seguito ha prodotto il suo secondo lavoro Now Is the Time del 1992.
Dal disco sono stati estratti i singoli Too Hot, Walk Away, Feel Your Love e Plastic.

## Tracce
CD (MCA 10253)
1. Feel Your Love – 3:49 (Alanis Morissette, Leslie Howe)
2. Too Hot – 4:00 (Alanis Morissette, Leslie Howe)
3. Plastic – 3:46 (Alanis Morissette, Leslie Howe, Serge Côté)
4. Walk Away – 4:52 (Alanis Morissette, Leslie Howe, Louise Reny, Frank Levin)
5. On My Own – 4:08 (Alanis Morissette, Leslie Howe, Serge Côté)
6. Superman – 4:32 (Alanis Morissette, Leslie Howe)
7. Jealous – 3:55 (Alanis Morissette, Leslie Howe, Serge Côté)
8. Human Touch – 3:23 (Alanis Morissette, Louise Reny, Leslie Howe)
9. Oh Yeah! – 3:59 (Alanis Morissette, Leslie Howe)
10. Party Boy – 4:21 (Alanis Morissette, Leslie Howe)

Durata totale: 40:45

## Musicisti
- Alanis Morrisette - voce
- Leslie "Bud" Howe - programmazione batteria, chitarra, tastiere
- Serge Cote - tastiere
- Frank "Fish" Levin - cori e tastiere nel brano "Too Hot", cori nel brano "Feel Your Love"
- Chad Morissette, Wade Morissette, Dan "Capt. Pin", Deane Josh Lovejoy, Jenny Parlier, John & Peter (The "Burn Bros."), Kevin "Iceman" Little, Rick Kumar, Sal Gibson, Sean Daley, Tom Saidak, Tyley Ross - cori nei brani "Too Hot" e "Feel Your Love"